# 175-я стрелковая дивизия (3-го формирования)
175-я стрелковая Уральско-Ковельская Краснознамённая ордена Кутузова дивизия — воинское соединение (стрелковая дивизия) РККА ВС СССР, в Великой Отечественной войне.
Условное наименование — войсковая часть полевая почта (в/ч пп) № 05880.
Сокращённое наименование — 175 сд.

## История формирования

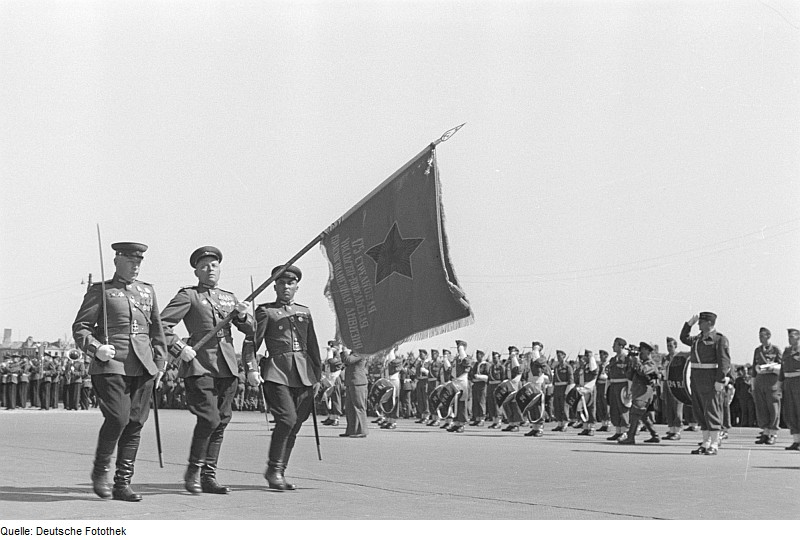
Знамя дивизии на параде союзников в Берлине. 8 мая 1946 года

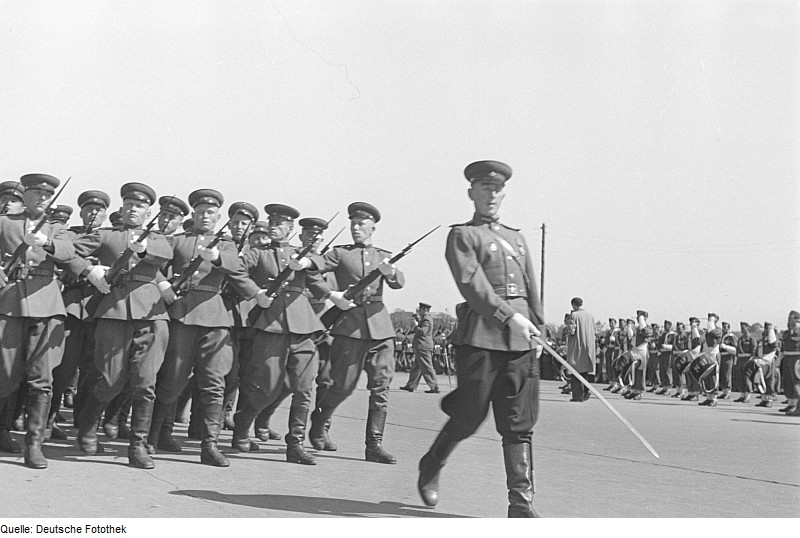
Воины дивизии на параде союзников в Берлине. 8 мая 1946 года

В соответствии с постановлением ГКО СССР № 2411сс от 14 октября 1942 года, решением Ставки Верховного Главного командования ВС СССР № 00438 от 23 октября 1942 года и приказом Наркома ВД СССР № 602356 от 26 октября 1942 года, в составе Отдельной армии НКВД, формируется Уральская стрелковая дивизия войск НКВД. Формирование дивизии проходило с 5 ноября 1942 года до 15 января 1943 года в городе Ревда и посёлке Дегтярка Свердловской области, из числа военнообязанных, призванных из Свердловской и Челябинской областей и направленных в состав дивизии порядка 6000 пограничников с фронтов и с Дальнего Востока. С Карельского фронта прибыл 15-й стрелковый Карельский Краснознамённый полк. Также на формирование дивизии прибыло около 2000 бойцов из 1-й мотострелковой ордена Ленина им. Ф. Э. Дзержинского дивизии особого назначения ВВ НКВД СССР, принимавшей участие в обороне Москвы.
В состав дивизии вошли: управление дивизии; 15-й стрелковый Краснознамённый полк, получивший войсковой номер и ставший 277-м стрелковым Карельским Краснознамённым полком; 126-й стрелковый полк стал 278-м стрелковым Ревдинским полком; 142-й стрелковый полк стал 282-м стрелковым Свердловским полком; артиллерийский полк стал 373-м артиллерийским полком; отдельный истребительно-противотанковый дивизион (оиптдн) получил № 123; медицинский санитарный батальон стал 104-м медико-санитарным батальоном; отдельная разведывательная рота получила № 71; отдельная рота связи (орс) стала 663-й; отдельный стрелковый батальон стал 89-м отдельным стрелковым батальоном, учебный батальон реорганизовали в учебную роту и так далее.
Директивой Ставки Верховного Главнокомандования № 46052 от 5 февраля 1943 года 70-я отдельная армия войск НКВД была передана в состав войск Красной армии и переименована в 70-ю армию, а Уральская стрелковая дивизия войск НКВД стала 175-й Уральской стрелковой дивизией.

## Участие в боевых действиях
Период вхождения в действующую армию: с 21 февраля 1943 года по 30 января 1944 года и с 25 февраля 1944 года по 9 мая 1945 года.
Дивизия, находясь в составе 70-й армии Центрального фронта, прибыла на станцию Елец. С 19 февраля 1943 года дивизия вошла в состав 28-го стрелкового корпуса, а с 28 июня 1943 года в 29-м стрелковом корпусе 48-й армии.
Дивизия была введена в бой 6 марта 1943 года на рубеже Комарник—Ржавчик и после непродолжительного наступления перешла к обороне. В ходе тяжёлых оборонительных боёв к исходу 5 июля 1943 года и возникшей опасности прорыва противника на правом фланге армии, в которой находилась дивизия, решением командующего армией формируются подвижные группы заграждения (ПГЗ), в одну из которых входит 282-й стрелковый полк 175-й стрелковой дивизии. ПГЗ выдвигаются в район н.п. Самодуровка — Гнилец с целью не допустить прорыва противника в тыл 28-го стрелкового корпуса, в село Никольское. В ходе тяжёлых боёв силы, обороняющие Самодуровку и Ольховатку, в том числе и 282-й стрелковый полк, вынуждены были под давлением превосходящих сил противника отходить, периодически контратакуя во взаимодействии с частями 19-го танкового корпуса, части и подразделения 7-й пехотной дивизии вермахта. Затем дивизия перешла в наступление, взламывая долговременную оборону противника.
В дальнейшем, в ходе наступательных операций 175-я стрелковая дивизия участвует в форсировании Днепра, освобождении города Гомеля, очищая территорию Белоруссии.
В феврале 1944 года дивизия вошла в состав 47-й армии 1-го Белорусского фронта (125-й стрелковый корпус), участвовала в освобождении города Ковеля, за что удостоена почётного наименования «Ковельской». Затем форсировала реку Буг южнее города Бреста, а в начале августа 1944 года вышла к реке Висла под Варшавой. В сентябре участвовала в штурме укрепрайонов в пригороде польской столицы, а в январе 1945 года форсировала Вислу севернее Варшавы и, наступая в направлении города Познань, вышла к Одеру. В середине апреля 1945 года дивизия с плацдарма на Одере участвует в боях по прорыву оборонительной полосы под Берлином и овладению городом Потсдам. 7 мая 1945 года дивизия овладела населённым пунктом Шёнхаузен и вышла на восточный берег реки Эльба, встретившись с войсками союзников.
3 июня 1945 года, на основании директивы Ставки Верховного Главнокомандования № 11095 от 29 мая 1945 года, дивизия в составе 125-го стрелкового Брестского ордена Кутузова корпуса (в/ч 68937), вошла в группу советских оккупационных войск в Германии. Дивизия дислоцировалась в Хоэнлепте и несла службу по охране восточного берега реки Эльба. В июле 1945 года дивизия была передислоцирована в город Тале.
В связи с сокращением численности армии, решением военного совета 3-й ударной армии № 001148 от 15 мая 1946 года, на основании приказа ГСОВГ № орг/1/00655 от 12 мая 1946 года, 175-я стрелковая Уральско-Ковельская Краснознамённая ордена Кутузова дивизия (в/ч 05880) была расформирована. К 1 июня 1946 года сдача личного состава, вооружения и имущества в 12-й стрелковый корпус была практически завершена.

## В составе
- Уральский военный округ
- 70-я армия (Отдельная армия войск НКВД)
- Южно-Уральский военный округ

## Состав
- Управление
  - Штабная батарея начальника артиллерии дивизии
- 277-й стрелковый полк
- 278-й стрелковый полк
- 282-й стрелковый полк
- 373-й артиллерийский полк
- 123-й отдельный истребительно-противотанковый дивизион
- 71-я отдельная разведывательная рота
- 89-й отдельный сапёрный батальон
- 454-й отдельный батальон связи (до 12.1944 663-я отдельная рота связи)
- 104-й отдельный медико-санитарный батальон
- 35-я отдельная рота химической защиты
- 331-я отдельная автотранспортная рота
- 67-я полевая хлебопекарня
- 43-й дивизионный ветеринарный лазарет
- 2275-я полевая почтовая станция
- 1845-я полевая касса Государственного банка[5]
- Отдельный учебный батальон
- Отдельная зенитная батарея

## Командование дивизии

### Командиры дивизии
- Головко, Андрей Сидорович (10.11.1942 — 24.01.1943), генерал-майор;
- Дроздов, Николай Николаевич (26.01.1943 — 24.03.1943), полковник (ВРИД);
- Борисов, Владимир Александрович (25.03.1943 — 29.11.1943), полковник, с 25.09.1943 генерал-майор;
- Дроздов Николай Николаевич (30.11.1943 — 18.01.1944), полковник (ВРИД);
- Борисов, Владимир Александрович (19.01.1944 — 10.06.1944), генерал-майор;
- Дроздов Николай Николаевич (11.06.1944 — 07.08.1944), полковник (ВРИД);
- Выдриган, Захарий Петрович (08.08.1944 — ??.06.1945), полковник, с 20.04.1945 генерал-майор[7][8];
- Гервасиев, Андрей Никитич (??.06.1945 — 08.06.1946), полковник, с 11.07.1945 генерал-майор

### Заместитель командира дивизии по строевой части
- Дроздов Николай Николаевич (10.1942 — 17.11.1944), полковник

### Заместитель командира дивизии по политической части
- Смирнов Александр Петрович (16.11.1942 — 16.06.1943), бригадный комиссар, с 12.12.1942 полковник[9]

### Начальники штаба
- Поляков (11.1942 — 03.1943), подполковник;
- Соловьёв, Иван Владимирович (.03.1943 — 18.10.1944), полковник;
- Марков (18.10.1944 — 30.11.1944), полковник;
- Сидоренко Филипп Иванович (01.12.1944 — 08.06.1946), подполковник

### Начальники политотдела, с 16.06.1943 он же заместитель командира по политической части
- Савко Иван Валерьянович (06.11.1942 — 16.06.1943), старший батальонный комиссар, с 17.12.1942 подполковник;
- Смирнов Александр Петрович (16.06.1943 — 07.06.1944), полковник;
- Абрамов Андрей Константинович (07.06.1944 — 08.03.1945), подполковник;
- Бочков Михаил Васильевич (08.03.1945 — 08.06.1946), подполковник[9]

## Награды дивизии
| Награда (наименование)             | Дата награждения                                                                   | За что награждена |
| ---------------------------------- | ---------------------------------------------------------------------------------- | --- |
| Почётное наименование «Уральская»  | присвоено приказом Народного комиссара обороны СССР № 46052 от 5 февраля 1943 года | при формировании |
| Почётное наименование «Ковельская» | присвоено приказом Верховного главнокомандующего № 0206 от 23 июля 1944 года       | за отличия в боях за освобождении города Ковель |
| Орден Красного Знамени             | награждена указом Президиума Верховного Совета СССР от 31 октября 1944 года        | за образцовое выполнение заданий командования в боях с немецкими захватчиками, за овладение крепостью Прага и проявленные при этом доблесть и мужество |
| Орден Кутузова II степени          | награждена указом Президиума Верховного Совета СССР от 28 мая 1945 года            | за образцовое выполнение заданий командования в боях при прорыве обороны немцев и наступлении на Берлин и проявленные при этом доблесть и мужество     |

Награды частей дивизии:
- 277-й стрелковый Карельский Краснознамённый[13][14] ордена Суворова[15] полк
- 278-й стрелковый Ревдинский орденов Суворова[16] и Кутузова[17] полк
- 282-й стрелковый Свердловско-Варшавский ордена Кутузова[15] полк
- 373-й артиллерийский Чусовско-Варшавский ордена Кутузова[18] полк
- 123-й отдельный истребительно-противотанковый ордена Александра Невского[16] дивизион
- 89-й отдельный сапёрный Александра Невского[15] батальон
- 454-й отдельный ордена Красной Звезды[15] батальон связи

## Отличившиеся воины
Герои Советского Союза
- Петрачков, Павел Иванович, капитан, командир батальона 277-го стрелкового полка
- Слепанчук, Константин Прокофьевич, майор, командир 2-го дивизиона 373-го артиллерийского полка
- Шмыгун, Аркадий Карпович, майор, командир 277-го стрелкового полка[19]

 Кавалеры ордена Славы трёх степеней:
- Аветисян, Вараздат Сумбатович, сержант, разведчик 71 отдельной разведывательной роты
- Асмыкович, Николай Захарович, сержант, командир орудийного расчёта 373 артиллерийского полка
- Бумагин, Фёдор Алексеевич, сержант, командир орудийного расчёта 373 артиллерийского полка
- Ванюков, Александр Николаевич, старший сержант, командир отделения разведки 282 стрелкового полка
- Виниченко, Михаил Андреевич, сержант, командир орудийного расчёта 123 отдельного истребительно-противотанкового дивизиона
- Емельянов, Пётр Иванович, сержант, командир отделения разведки 282 стрелкового полка
- Журавка, Иван Герасимович, рядовой, командир пулемётного расчёта 278 стрелкового полка
- Иванов, Григорий Данилович, сержант, командир отделения разведки 282 стрелкового полка
- Кияшко, Иван Кириллович, старший сержант, командир орудийного расчёта 123 отдельного истребительно-противотанкового дивизиона
- Кофанов, Григорий Ефимович, старший сержант, командир пулемётного расчёта 277 стрелкового полка
- Лозгачёв, Семён Семёнович, сержант, командир орудийного расчёта 373 артиллерийского полка
- Панов, Николай Иванович, сержант, командир орудийного расчёта 373 артиллерийского полка
- Платонов Владимир Николаевич, старший сержант, командир орудийного расчёта 123 отдельного истребительно-противотанкового дивизиона
- Саркисян, Шаген Оганесович, старшина, командир отделения разведки 277 стрелкового полка
- Селютин, Василий Борисович, сержант, командир орудийного расчёта 282 стрелкового полка
- Стародубцев, Николай Филиппович, младший сержант, помощник командира взвода 7 стрелковой роты 3 стрелкового батальона 277 стрелкового полка
- Фармонкулов, Абдуназар, ефрейтор, орудийный номер расчёта 76-мм пушки 278 стрелкового полка
- Халан, Ион Ефремович, старший сержант, командир пулемётного расчёта 282 стрелкового полка. Умер от ран 9 апреля 1945 года
- Черненко, Павел Яковлевич, старший сержант, разведчик-наблюдатель батареи 76-мм пушек 282 стрелкового полка
- Шостак, Фёдор Петрович, ефрейтор, старший разведчик батареи 373 артиллерийского полка

## Память
- Боевое Знамя 175-й стрелковой Уральско-Ковельской Краснознамённой ордена Кутузова II степени дивизии экспонируется в зале «Боевая Слава Урала» музея Центрального военного округа в Екатеринбурге.
- Музей боевой славы 175-й стрелковой Уральско-Ковельской Краснознамённой ордена Кутузова II степени дивизии
- Артиллерист 373-го артиллерийского Чусовского полка — Смоляков Степан Павлович купил на свои сбережения 122-мм гаубицу № 7811 и прошёл с ней с боями до конца войны. В начале 1960-х, по приказу министра обороны СССР Маршала Советского Союза Р. Я. Малиновского, орудие было найдено, отреставрировано и установлено на пьедестале в сквере города Новозыбков[21]. В 90-е годы памятник был перевезён на родину С. П. Смолякова — в город Злынка Брянской области.